# Municipio de Noonan
El municipio de Noonan (en inglés: Noonan Township) es un municipio ubicado en el condado de Ramsey en el estado estadounidense de Dakota del Norte. En el año 2010 tenía una población de 31 habitantes y una densidad poblacional de 0,33 personas por km².

## Geografía
El municipio de Noonan se encuentra ubicado en las coordenadas 48°14′35″N 98°35′37″O / 48.24306, -98.59361. Según la Oficina del Censo de los Estados Unidos, el municipio tiene una superficie total de 92.98 km², de la cual 87,5 km² corresponden a tierra firme y (5,88 %) 5,47 km² es agua.

## Demografía
Según el censo de 2010, había 31 personas residiendo en el municipio de Noonan. La densidad de población era de 0,33 hab./km². De los 31 habitantes, el municipio de Noonan estaba compuesto por el 100 % blancos. Del total de la población el 0 % eran hispanos o latinos de cualquier raza.